# Pachyta perlata
Pachyta perlata là một loài bọ cánh cứng trong họ Cerambycidae.